# Lenguas elamo-drávidas
Las lenguas elamo-dravídicas son una familia hipotética de lenguas que incluiría las lenguas dravídicas de la India y Pakistán, además del elamita, lengua muerta hablada en el antiguo Imperio elamita, en el actual sudoeste de Irán. El lingüista David McAlpin ha sido el principal defensor de la hipótesis elamo-drávida. Además del elamita y de las lenguas drávidas, algunos especulan con la pertenencia a este grupo de la lengua o lenguas habladas en la antigua civilización del Indo, también conocida como civilización de Harappa.
David McAlpin (1975) ha identificado varias similitudes entre el elamita y el drávida. Propuso que aproximadamente el 20 % del vocabulario del drávida y del elamita son cognados, y que probablemente un 12 % más también lo sea. El elamita y las lenguas drávidas poseen pronombres personales de segunda persona y declinaciones paralelas. Tienen derivativos idénticos, sustantivos abstractos y la misma estructura "raíz verbal + marcados de tiempo + terminación de persona". Ambos tienen dos tiempos positivos, un "pretérito" y un "no-pretérito".
La hipótesis elamo-drávidas se basa en diversas otras evidencias. Parece que la agricultura se desarrolló en Oriente Próximo y se extendió más tarde al valle del Indo, sugiriendo que los agricultores elamitas habrían llevado la agricultura al valle del Indo. Más tarde, evidencias de un extenso comercio entre el Elam y la civilización del Indo sugieren lazos permanentes entre las dos regiones. Proponentes de la hipótesis han destacado similitudes entre la escritura de Harappa, que no ha sido descifrada todavía, y la escritura elamita. 
La desigual distribución de las lenguas dravídicas vivas, concentradas principalmente al sur de la India pero con enclaves aislados en Pakistán y el nordeste de la India, sugieren una distribución original mucho más amplia de las lenguas drávidas. Una llegada más tardía de las lenguas indoeuropeas de la India y Pakistán a los valles del Indo y del Ganges explicaría la permanencia de bolsas de hablantes de lenguas drávidas en áreas marginales montañosas. Una serie de préstamos léxicos del idioma sánscrito en lenguas drávidas (por ejemplo, phalam: ‘fruta madura’, mulcham o mukham: ‘boca’, y khala: 'suelo para la trilla, era') indican un estrecho contacto de ambas lenguas. Las consonantes retroflejas que existen en sánscrito y drávida, pero no en iranio ni en las lenguas europeas, podría indicar un sustrato drávido para el sánscrito.
Algunos de los estudiosos de la escritura de Harappa, incluyendo a Asko Parpola y Walter A. Fairservis Jr. defienden que los habitantes de la cultura del Indo hablaban lenguas drávidas, mientras que otros, como S. R. Rao defienden que la escritura del Harappa oculta una lengua indoeuropea similar al sánscrito.

### Comparación léxica
Los numerales en diferentes lenguas elamo-drávidas son:
| GLOSA | Dravídico               | Dravídico         | Dravídico               | Dravídico            | Dravídico        | Antiguo elamita    |
| GLOSA | Dravídico septentrional | Dravídico central | Dravídico suroccidental | Dravídico meridional | PROTO- DRAVÍDICO | Antiguo elamita    |
| ----- | ----------------------- | ----------------- | ----------------------- | -------------------- | ---------------- | ------------------ |
| '1'   | *or-                    | *okut             | *oṇḍi                   | *on̪d̪u                | *oru-~ *ōr-      | ki-                |
| '2'   | *ir-                    | *iru-             | *iruṇḍi                 | *irāṇḍu              | *iru-~ *īr-      | mar ~ mair ~ marra |
| '3'   | *mur-                   | *muv-             | *mūṇḍi                  | *mūn̪d̪u               | *muv-~ *mū-      | ziti               |
| '4'   |                         | *nāl-             | *nāl-                   | *nālaku              | *nāl             |                    |
| '5'   |                         | *cayNd-           | *(s)ayuṅg               | *ayñ-                | *cayN-           | tuku               |
| '6'   |                         | *cāru             | *(s)āru                 | *āru                 | *caṛu-~ *cāṛ-    |                    |
| '7'   |                         | *ēḍu              | *ēṛu-                   | *ēḷu                 | *ēr̤u-            |                    |
| '8'   |                         | *eni-             | *ennimidi               | *eṭṭu                | *eṭṭu~ *eṇ-      |                    |
| '9'   |                         | *tom-             | *tommidi                | *on̪battu             | *oṉ-pak-tu       |                    |
| '10'  |                         | *padi             | *padi                   | *pattu               | *pak-tu          |                    |
En la tabla anterior se ha escrito <d, ḍ> sólo son alófonos de tras nasal o intervocálicos de /t, ṭ/. Los signos especiales usados en la tabla anterior usan signos tradicionalmente usados para las lenguas de India que tienen los siguientes equivalentes en AFI:
- Los signos /ṭ, ḍ, ṇ, ḷ, ṛ/ representan retroflejas que en AFI se desigan como /ʈ, ɖ, ɳ, ɭ, ɽ/).
- El signo /ṅ/ representa la nasal velar designada en AFI como /ŋ/.

### Hipótesis elamodravídica
- David McAlpin: "Toward Proto-Elamo-Dravidian", Language, 1974
- David McAlpin: "Elamite and Dravidian, Further Evidence of Relationships", Current Anthropology, 1975
- David McAlpin, Proto-Elamo-Dravidian, Philadelphia 1981
- David McAlpin: "Linguistic prehistory: the Dravidian situation", in Madhav M. Deshpande and Peter Edwin Hook: Aryan and Non-Aryan in India

### Hipótesis dravídica e indoeuropea de la escritura de Harappa
- Fairservis Jr., Walter A.: "The script of the Indus Valley Civilization", Scientific American, 1985
- Parpola, Asko: Deciphering the Indus Script.
- Parpola, Asko: "Interpreting the Indus Script", en A. H. Dani: Indus Civilisation
- Rao, S. R.: Dawn and Devolution of the Indus Civilisation, Aditya Prakashan, Delhi 1992

- Datos: Q1375137